# 劉慶斌
劉慶斌（1965年—），中華民國海軍中將，現任海軍司令部中將政戰主任，曾任國防部政戰局少將副局長、海軍司令部政戰副主任、海軍艦隊指揮部政戰主任、海軍陸戰隊政戰主任，畢業於國防大學政治作戰學院76年班。